# 골드프랩
골드프랩(Goldfrapp)은 잉글랜드의 음악 듀오이다. 1999년에 결성됐으며, 구성원은 앨리슨 골드프랩과 윌 그레고리이다.

## 음반 목록
- Felt Mountain (2000)
- Black Cherry (2003)
- Supernature (2005)
- Seventh Tree (2008)
- Head First (2010)
- Tales of Us (2013)
- Silver Eye (2017)